# 桃園觀光夜市
25°00′10″N 121°18′23″E / 25.0029113°N 121.3063119°E
桃園觀光夜市位於桃園市桃園區北埔路的一處夜市，位於桃園區中正路大廟後過三民路與北埔路、正康二街與中正一街之間。以傳統小吃最具知名度，如鼎邊趖、珍珠奶茶、鹽酥雞、花枝羹、蚵仔煎、大腸麵線等等。

## 交通
搭車：搭桃園客運桃園─中壢線，在中正路與中山路口下車抵景福宮，再由廟後續行15分鐘，即是桃園觀光夜市。
開車：下南崁交流道，往桃園市區行駛，再沿著中正路即可達桃園觀光夜市。

## 鄰近景點
- 桃園景福宮

## 外部連結
- 桃園觀光夜市-桃園觀光導覽網 （页面存档备份，存于）